# ميشيل فان دير آا
ميشيل فان دير آا (بالهولندية: Michel van der Aa) (تنطق بالهولندية: [ˌmixəl vɑn dər ˈa:]; ولد 10 مارس 1970) هو ملحن موسيقى كلاسيكية معاصرة هولندي.

## روابط خارجية
- ميشيل فان دير آا على موقع IMDb (الإنجليزية)
- ميشيل فان دير آا على موقع ميوزك برينز (الإنجليزية)
- ميشيل فان دير آا على موقع أول ميوزيك (الإنجليزية)
- ميشيل فان دير آا على موقع ديسكوغز (الإنجليزية)
- ميشيل فان دير آا على موقع قاعدة بيانات الفيلم (الإنجليزية)